# Mysteria
Mysteria est un film américain réalisé par Lucius C. Kuert, sorti en 2011.
Tourné à Los Angeles, ce thriller psychologique a pour principaux interprètes Robert Miano, Danny Glover, Martin Landau et Billy Zane.

## Synopsis
Aleister, un scénariste qui connut jadis le succès est en panne d'inspiration, il est harcelé par son producteur qui le presse de rendre son scénario dans les délais et par le gérant de l'hôtel à qui il doit le loyer. Désargenté, alcoolique il reçoit la visite de Lavinia une pulpeuse étudiante en cinéma. Malgré l'état de ses finances il l’emmène dans une pizzeria branchée, la laisse payer l'addition et passe la nuit dans un rade où il a ses habitudes. Il s'endort et aperçoit en rêve une très belle jeune femme qui l’encourage et lui dit que son loyer est désormais payé. Le lendemain il retrouve Lavinia avec qui il décide d'aller prendre le frais, mais un policier, le Capitaine McCarthy commissaire de police est sa porte et lui apprend que la femme d'un sénateur vient d'être assassinée. Il lui montre la photo, c'est celle de la femme qu'il a vu en rêve. De plus le bailleur confirme qu'une jeune femme a effectivement payé six mois de loyer d'avance. Tous ces événements incitent Aleister à écrire de nouveau. Se sentant menacé il confie un double de son manuscrit à Lavinia, puis rentré chez lui il reçoit la visite du sénateur, mari de la victime qui en échange de la promesse de récupèrer le scénario lui donne de l'argent et une cassette vidéo. Ne sachant où la visionner, il se rend au campus, demande à voir Lavinia qui est absente, mais sa colocataire lui trouve un lecteur, il visionne et assiste à l'enregistrement sur lequel il assiste à l'assassinat de Lavinia. Paniqué il donne son manuscrit à McCarthy qui en informe le sénateur. Les policiers arrêtent Aleister pour l'assassinat de Lavinia, et lorsque celui-ci leur parle de McCarthy personne n'est capable de savoir qui c'est...

## Fiche technique
- Réalisation : Lucius C. Kuert
- Scénario : Lucius C. Kuert
- Photographie : Keith L. Smith
- Pays d'origine :  États-Unis
- Genre : Thriller
- Durée : 98 minutes
- Dates de sortie : 
  -  États-Unis : 23 octobre 2011

## Distribution
- Robert Miano :	Aleister
- Danny Glover :	L'inspecteur de police
- Martin Landau :	Le patron de l'hôtel
- Billy Zane :	Le producteur
- Michael Rooker :	Le Capitaine McCarthy
- Meadow Williams :	Lavinia
- Peter Mark Richman :	Le sénateur Mitchell
- Silvia Spross : La colocataire
- Gary A. Kauffman : Le préteur sur gages
- David Ours :	Le gérant du bar
- Gretchen Becker :	La femme du sénateur